# TrueCaller
TrueCaller è un'applicazione per smartphone che dispone di funzionalità di identificazione del chiamante, blocco delle chiamate, messaggistica flash, registrazione delle chiamate (su Android fino alla versione 8), chat e voce tramite Internet. Richiede agli utenti di fornire un numero di cellulare standard per la registrazione al servizio. L'app è disponibile per Android e iOS.

## Storia
TrueCaller è sviluppato da True Software Scandinavia AB, un'azienda privata con sede a Stoccolma, Svezia, fondata da Alan Mamedi e Nami Zarringhalam nel 2009, ma la maggior parte dei suoi dipendenti si trova in India.
È stato inizialmente lanciato su Symbian e Windows Mobile il 1 luglio 2009. È stato rilasciato per Android e Apple iPhone il 23 settembre 2009, per BlackBerry il 27 febbraio 2012, per Windows Phone il 1 marzo 2012 e per Nokia Series 40 il 3 settembre 2012.
A settembre 2012, TrueCaller aveva cinque milioni di utenti che eseguivano 120 milioni di ricerche nel database dei numeri di telefono ogni mese. Al 22 gennaio 2013, TrueCaller ha raggiunto 10 milioni di utenti. A gennaio 2017, TrueCaller aveva raggiunto 250 milioni di utenti in tutto il mondo. A partire dal 4 febbraio 2020, ha attraversato 200 milioni di utenti mensili a livello globale, di cui 150 milioni dall'India.
Il 18 settembre 2012, TechCrunch ha annunciato che OpenOcean, un fondo di venture capital guidato da ex dirigenti di MySQL e Nokia (tra cui Michael Widenius, fondatore di MySQL), stava investendo 1,3 milioni di dollari in TrueCaller per spingere la portata globale di TrueCaller. TrueCaller ha affermato che intende utilizzare i nuovi finanziamenti per espandere la propria presenza in "mercati chiave", in particolare Nord America, Asia e Medio Oriente.
Nel febbraio 2014, TrueCaller ha ricevuto 18,8 milioni di dollari in finanziamenti da Sequoia Capital, insieme all'investitore esistente OpenOcean, al presidente di TrueCaller Stefan Lennhammer e a un investitore privato senza nome. Ha inoltre annunciato una partnership con Yelp per utilizzare i dati API di Yelp per identificare i numeri aziendali quando chiamano uno smartphone. Nell'ottobre dello stesso anno, hanno ricevuto 60 milioni di dollari dalla società di investimento Atomico di Niklas Zennström e da Kleiner Perkins Caufield & Byers.
Il 7 luglio 2015, TrueCaller ha lanciato la sua app SMS chiamata TrueMessenger esclusivamente in India. TrueMessenger consente agli utenti di identificare il mittente dei messaggi SMS. Questo lancio aveva lo scopo di aumentare la base di utenti dell'azienda in India, che sono la maggior parte dei suoi utenti attivi. TrueMessenger è stato integrato nell'app TrueCaller nell'aprile 2017.
A dicembre 2019, TrueCaller ha annunciato l'intenzione di diventare pubblico in un'IPO nel 2022. TrueCaller ha lanciato la directory degli ospedali Covid tenendo presente i crescenti casi di infezione da corona in India. Attraverso questa directory, gli utenti indiani otterranno informazioni sul numero di telefono e sull'indirizzo del Covid Hospital.

## Problemi di sicurezza e privacy
Il 17 luglio 2013, i server TrueCaller sarebbero stati violati dall'Esercito Elettronico Siriano. E Hacking News ha riferito che il gruppo ha identificato 7 database sensibili che affermava di aver esfiltrato, principalmente a causa di un'installazione di WordPress non mantenuta sui server. Le affermazioni relative alle dimensioni dei database erano incoerenti. Il 18 luglio 2013, TrueCaller ha rilasciato una dichiarazione sul suo blog affermando che il loro sito Web è stato effettivamente violato, ma affermando che l'attacco non ha rivelato alcuna password o informazioni sulla carta di credito.
Il 23 novembre 2019, il ricercatore di sicurezza indiano Ehraz Ahmed ha scoperto un difetto di sicurezza che ha esposto i dati dell'utente, nonché le informazioni sul sistema e sulla posizione. TrueCaller ha confermato queste informazioni e il bug è stato immediatamente corretto.